# شهرک شهیدبهشتی (زابل)
شهرک شهیدبهشتی (هیرمند)، روستایی از توابع بخش  مرکزی شهرستان هیرمند در استان سیستان و بلوچستان ایران است.

## جمعیت
این روستا در دهستان دوست‌محمد قرار دارد و براساس سرشماری مرکز آمار ایران در سال ۱۳۸۵، جمعیت آن ۷۸۵ نفر (۱۵۴خانوار) بوده‌است.